# The Answers
The Answers es el primer álbum de Blue October. Fue grabado en octubre de 1997 en Sound Arts Studio en Houston, Texas, y lanzado en Estados Unidos en 1998 por Rodan Entretenimiento/Scoop. Es el único álbum de Blue October con el miembro fundador y bajista Liz Mullally, quien también tocó el piano en el álbum.
Durante varios años la banda no podía vender el disco en su web o en los conciertos debido a su contrato con Universal. El álbum sólo estaba disponible por correo directamente de Rodan hasta que se alcanzó un acuerdo en 2005.
El álbum fue relanzado en los Estados Unidos por Universal Records en el año 2008, sin embargo, la versión relanzada se envasa en un digipak y no incluye el folleto que acompaña la versión original del álbum. También fue lanzado en una cinta de casete, además de CD.
Muchas de las canciones se ocupan de temas de la depresión; por ejemplo "Black Orchid", que es el suicidio.

## Lista de canciones
Todas las canciones escritas por Justin Furstenfeld.
1. "The Answer" - 5:56
2. "2 A.M. Lovesick" - 3:07
3. "The 21st" - 4:08
4. "Breakfast After Ten" - 3:01
5. "Italian Radio" - 3:52
6. "For My Brother" - 5:28
7. "Sweet and Somber Pigeon Wings" - 5:13
8. "Weaknesses" - 4:11
9. "Blue Sunshine" - 4:38
10. "Mr. Blue's Menu" - 3:24
11. "Darkest Side of Houston's Finest Day" - 4:13
12. "Tomorrow" - 3:47
13. "Black Orchid" - 6:09

## Personal
- Brian Baker - Productor, ingeniero de audio, masterización y mezclas.
- Adrián García - Asistente de ingeniería de audio.
- Jeff Wells - Masterización.
- Ryan Delahoussaye - Mandolina y violín.
- Jeremy Furstenfeld - Percusión.
- Justin Furstenfeld - lyricist, guitarras, cantante, piano y precusión.
- Liz Mullaly - Bass guitar y piano.